# I trollskogen
I trollskogen var SR:s julkalender 1959, som sändes från 29 november till 24 december. För första gången sändes kalendern i dramatiserad form, med manus av Barbro Ryberg-Edlund, medan Rolf Bergström producerade och var presentatör.

## Papperskalender
Årets papperskalender ritades av Einar Norelius och föreställer Trollskogen i vinterlandskap med dess invånare som sjunger leker och gör annat.

## Handling
Lyssnaren får följa barnen Birgitta (som spelas av Marianne Högstedt) och Jan (spelad av Jörgen Lindström) på äventyr i "trollskogen" där de letar efter Jultomten, som dock alltid är ute på uppdrag. I stället träffar de alla skogens olika djur, och följer deras förberedelser inför julen.

## Anteckningar
1. ↑  Angavs i tablåerna under titeln Barnens adventskalender

### Fotnoter
1. 1 2 3  Stenudd, Solveig (1994 ;). Teskedsgumman, Pettson och alla de andra : julkalendern i radio och TV genom tiderna. Sveriges radio. sid. 12-13, 166. ISBN 91-522-1751-5. OCLC 185926761. https://www.worldcat.org/oclc/185926761. Läst 18 januari 2023
2. ↑  ”1959, I trollskogen”. Sveriges Radio. http://sverigesradio.se/barn/julkalendrar/1959.stm. Läst 30 augusti 2015.